# Ernest Coyecque
Ernest Joseph Noël Coyecque est un bibliothécaire, archiviste et historien français, né le 15 août 1864 à Paris 2e et mort le 15 janvier 1954 à Paris 14e. Il repose au cimetière du Père Lachaise (1ère division), à Paris. 

## Études et premiers postes
Après des études secondaires au lycée Charlemagne, à Paris, il entre à l’École des chartes, dont il sort second en 1887, après avoir soutenu une thèse sur l’Hôtel-Dieu de Paris au Moyen Âge.
Il est chargé de quelques missions avant d’être nommé aux Archives de la Seine en 1889. Il y reconstitue et organise notamment l’état civil parisien après les incendies de la Commune de Paris.
Bien qu'il soit relativement isolé dans son travail, sa réflexion théorique sur les archives et son réseau social lui permettent d’inspirer à plusieurs députés, dont Jaurès et Millerand, une proposition de loi sur la réorganisation générale des services d'archives publics. Ce texte n’a pas de suite immédiate, mais il inspirera dans l'entre-deux-guerres plusieurs textes importants : les lois du 11 mai 1921 sur les Archives départementales et du 14 mars 1928 sur les archives notariales, ainsi que le décret du 21 juillet 1936 obligeant les ministères à verser leurs archives aux Archives nationales.

Coyecque quitte les archives en 1913 pour passer à la Direction des bibliothèques de la ville de Paris, devenant inspecteur en 1916.

## Le bibliothécaire: une lutte pour la modernisation
Il entreprend de réformer les bibliothèques de la ville de Paris, cherchant à moderniser et à optimiser leur fonctionnement jusqu’à son départ en retraite en 1924. Cette entreprise se fonde sur une réflexion théorique, largement exposée dans les journaux professionnels de l’époque. Il assigne aux bibliothèques des rôles très larges, qui visent à la fois au bien de l’individu et à celui de la société. Elles doivent être des lieux de savoir, d’instruction, de culture et de divertissement, servant à « la distraction de chacun, pour son instruction, sa formation physique, morale, professionnelle et civique ». D’où une grande exigence vis-à-vis des personnels qui – contrairement aux habitudes de l’époque – doivent être de véritables professionnels ayant reçu une formation pour être à la hauteur de leur tâche, celle de « guide du lecteur, directeur d’études, promoteur de vacations, professeur de lecture ».
Ernest Coyecque rédige des recommandations servant de base à la rédaction des catalogues des différentes bibliothèques de la ville de Paris, qui en étaient jusque-là dépourvues. Il est l’auteur d’un projet de réforme des bibliothèques de la ville de Paris, qui a pour but de développer la lecture publique et passe par une meilleure répartition des salles de lecture et un meilleur choix de personnel. Il va jusqu’à suggérer la création d’un véritable corps de bibliothécaires, qui garantisse leur compétence et leur avancement.
Ses idées sont mises en pratique lors de la création, à son initiative, de la bibliothèque de la rue Fessart par le Comité américain pour les régions dévastées. Cette bibliothèque modèle est donnée à la ville de Paris, à la condition expresse de mettre à disposition des professionnels qualifiés et formés.

## La fondation duMinutier central des notairesparisiens
Ernest Coyecque a une grande part à l’élaboration de la loi du 14 mars 1928 qui incite les notaires du département de la Seine (Paris) à verser leurs archives aux Archives nationales et ceux des autres départements aux Archives départementales. Il démontre l’importance de tels documents pour l’histoire de l’art et l’histoire économique et sociale dans de très nombreux articles et combat avec énergie les résistances à l’ouverture et au versement de ces archives pendant près de trente ans.
Une fois la loi votée, il est chargé par la direction des Archives et la Chambre des notaires d'organiser le transfert des archives notariales aux Archives nationales. Il effectue ensuite un important travail de classement, de récolement et de conditionnement de ces archives souvent conservées dans des caves ou des greniers.
Il se trouve ainsi à l’origine du Minutier central des notaires parisiens des Archives nationales.

## L’érudit et l’historien
Parallèlement à sa carrière administrative, Ernest Coyecque n’a jamais renoncé à faire œuvre d’historien. Membre de plusieurs sociétés savantes, il est l’auteur de travaux portant sur notamment sur l’histoire du livre et de l’édition au XVIe siècle, sur la ville de Paris et sur les archives notariales, récompensés à plusieurs reprises par l’Institut.
Il est également l’auteur de catalogues de bibliothèque (Inventaire de la collection Anisson Duperron à la  Bibliothèque nationale, collaboration à l’inventaire des manuscrits de la bibliothèque municipale de Chartres ou d’Amiens, etc.) et d’archives privées (Doudeauville, d’Ormesson, etc.) et de très nombreux articles dans des revues scientifiques.

## Autres engagements
Ernest Coyecque a été vice-président de la SPA dans les années 1910.

## Publications
- L’Hôtel-Dieu de Paris au Moyen Âge, Paris 1889-1891, 2 vol.
- Cinq librairies françaises sous François Ier (1521-1529), Nogent-le-Rotrou, 1894
- Les archives notariales de la Seine à l’hôtel de Lauzun, Paris, 1899
- Les catalogues des bibliothèques municipales de Paris. Introduction et cadre de classement, Paris, 1915.
- Inventaire de la collection Anisson sur l'histoire de l'imprimerie et la librairie principalement à Paris (manuscrits français 22061-22193). Paris : 1900, 2 vol. Numérisé sur Internet Archive.
- Recueil d'actes notariés relatifs à l'histoire de Paris et de ses environs au XVIe siècle. Paris, 1905-1923, 2 vol. (Histoire générale de Paris).

- Prix Jean-Jacques-Berger 1908 de l'Académie des inscriptions et belles-lettres.
Les papiers personnels d’Ernest Coyecque sont conservés aux Archives nationales sous la cote 162 AP 1 à 25. Il en existe un inventaire semi-analytique dactylographié par M.-Th. Labignette, 1959, 61 p.

## Distinctions
- Officier de la Légion d'honneur (1949)[5]